# Bédée
Bédée (bretonisch: Bezeg) ist eine französische Gemeinde mit 4571 Einwohnern (Stand: 1. Januar 2022) im Département Ille-et-Vilaine in der Region Bretagne; sie gehört zum Arrondissement Rennes und zum Kanton Montfort-sur-Meu.
Die Einwohner werden Bédéen genannt.

## Geographie
Bédée liegt etwa 20 Kilometer nordwestlich von Rennes am Fluss Garun, einem Zufluss des Meu.
Durch die Gemeinde führt die Route nationale 12.

### Nachbargemeinden
Umgeben ist Bédée von den Nachbargemeinden Irodouër im Norden, Romillé im Nordosten, Pleumeleuc im Osten, Breteil im Südosten, Montfort-sur-Meu im Süden, Iffendic und La Nouaye im Südwesten, Montauban-de-Bretagne im Westen sowie La Chapelle du Lou du Lac im Nordwesten.

## Geschichte
Der Ort ist mindestens seit der Bronzezeit besiedelt.
Im 10. Jahrhundert befand sich in der heutigen Gemeinde die Turmhügelburg (Motte) Jobin. 1122 wurde die Priorei Bédée der Abtei Sainte-Melaine in Rennes geschenkt.
Heute ist Bédée ein Tourismusstandort.

### Bevölkerungsentwicklung
| 1962 | 1968 | 1975 | 1982 | 1990 | 1999 | 2006 | 2017 |
| ---- | ---- | ---- | ---- | ---- | ---- | ---- | ---- |
| 1707 | 1745 | 1986 | 2726 | 2970 | 3296 | 3587 | 4308 |

## Sehenswürdigkeiten
- Kirche Saint-Pierre-et-Saint-Louis, erbaut von 1885 bis 1888
- Turmhügelburg Jubin
- See von Blavon

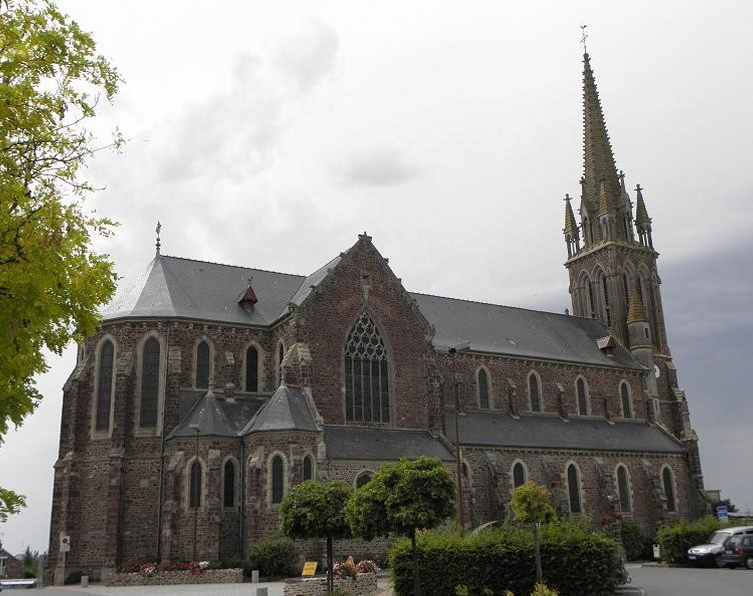
Kirche Saint-Pierre-et-Saint-Louis
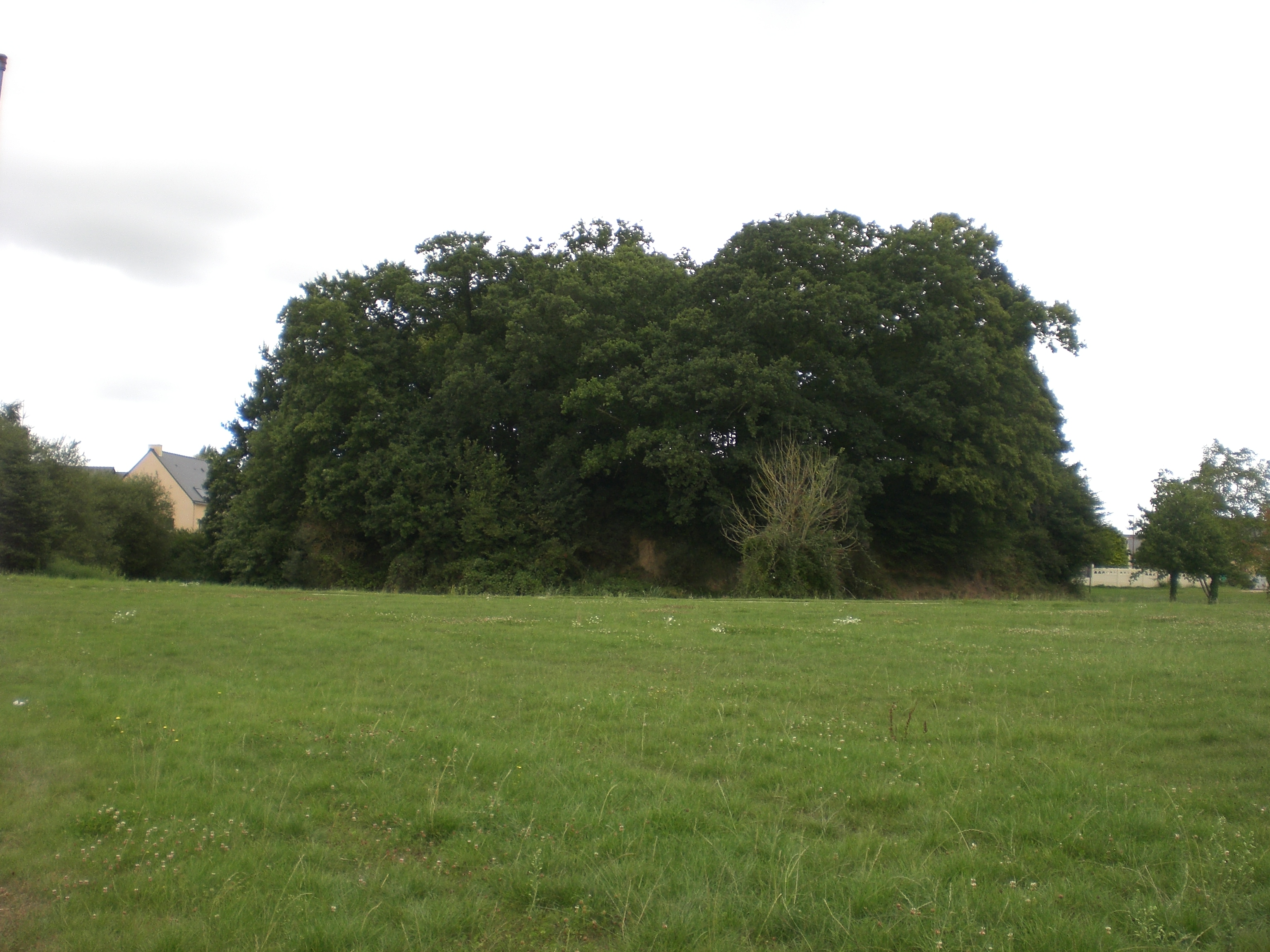
Turmhügelburg Jubin
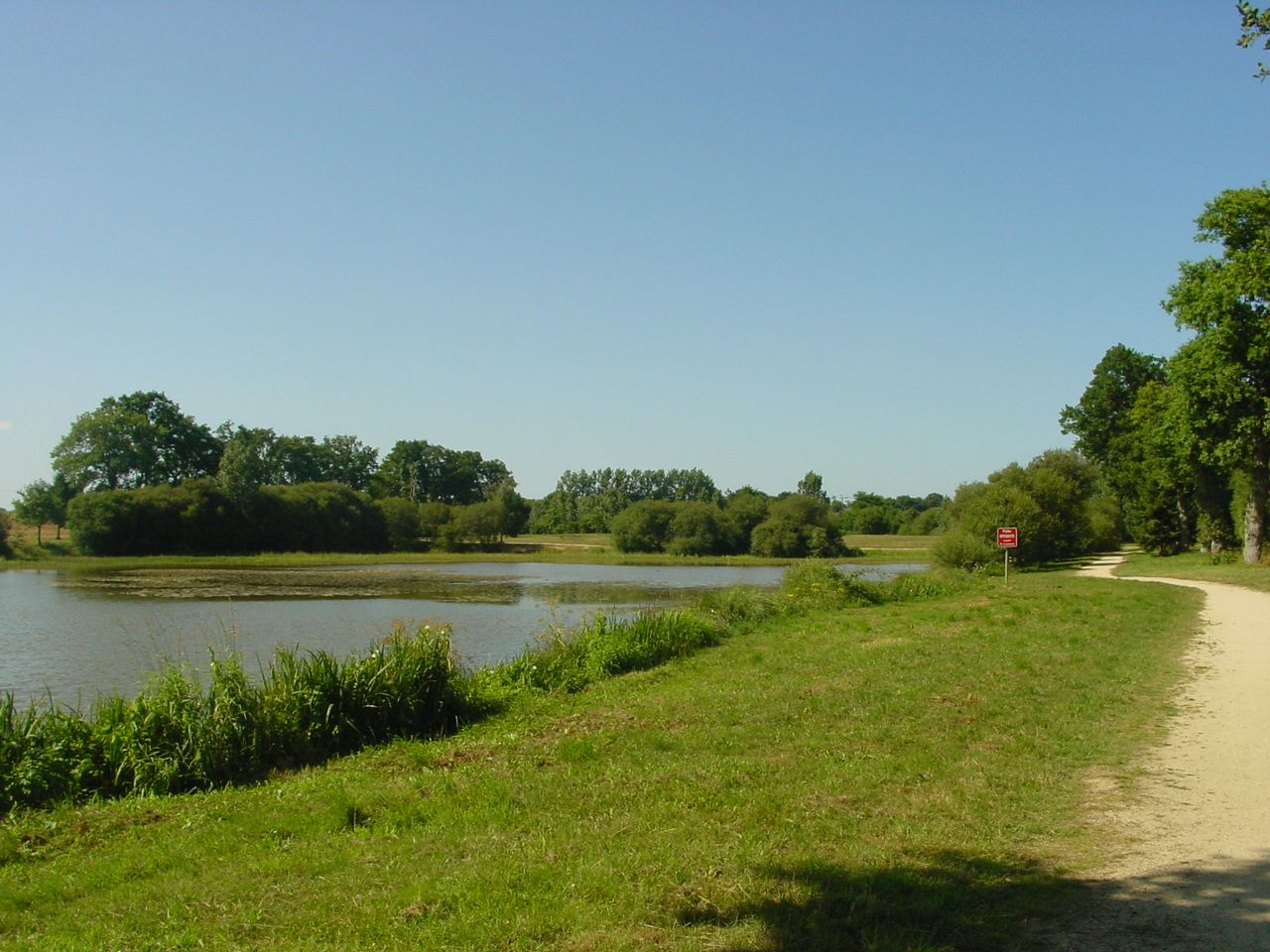
See von Blavon

## Persönlichkeiten
- François Letexier (* 1989), Fußballschiedsrichter